# 感生伝説
感生伝説（かんせいでんせつ）は、ある人の出生について、その母がふつうの生殖行為を経ることなく自然現象等に触れたことによって懐妊し、あるいは産気づいたとする伝説。特に東アジアにおける諸王朝の始祖伝説・建国神話にこの類のものが多く見られる。感生帝説話ともいう。これについての論考として内藤湖南による「東北亞細亞諸國の感生帝説」（大正8年）がある。
また日本における感生伝説研究の先駆けとしては白鳥清の「殷周の感生伝説の解釈」（大正15年）がある。

## 類例
- 契の母簡狄は玄鳥の卵を飲み、彼を生んだ[3]。
- 后稷の母姜原は巨人の足跡を踏み、彼を生んだ[4]。
- 扶余の始祖東明の母は卵のような天の気に感応して彼を生んだ[5]。
- 高句麗の始祖朱蒙の母は日光に感応し、卵の姿で彼を生んだ。また朱蒙の父は金の蛙の姿で生まれ金蛙王と呼ばれた[6]。
- ある女が日光に感応して生んだ赤玉が姿を変え、天之日矛の妻となった[7]。
- モンゴル神話のアラン・ゴアは日月の光に感応して三子を生み、ボルジギン氏の祖となった[8]。
- 鮮卑の檀石槐の母は雹を飲み、彼を生んだ[9]。
- 遼の太祖耶律阿保機の母は夢に太陽の身体に落ちるのを見て彼を懐妊した[10]。
- 英祖の母は夢に日輪を見て彼を生んだ[11]。
- 豊臣秀吉の母は日輪に感応して彼を生み、日吉と名付けた[12]。
- 漢の高祖劉邦の母は夢に神を見て彼を懐妊した。父が見ると、母の身体の上には蛟竜がいた[13]。
- 明の太祖朱元璋の母は夢に神を見て薬を授かった。果たして彼が生まれる際には赤い光が部屋を満たした[14]。
- 古代中国の帝王炎帝神農は母が川で龍の首を目撃し感応して妊娠し生まれた[15]。
- 古代中国の帝王黄帝は母が北斗星を囲み地上を照らした巨大な光を見て妊娠し生まれた[16]。